# 王僖妃 (明神宗)
王僖妃（—1589年），明神宗妃嫔。

## 生平
王氏于明神宗時為宫嫱，无出。
万历十七年十月，王氏薨，追封僖妃，葬在金山皇族园寝，未追谥。

## 相关资料
- 《國榷》

1. ↑  宮嬙，即女官，《國語·晉語》曰 備嬪嬙焉。注為婦官也。
2. ↑  《明神宗显皇帝实录卷之二百一十六》 丙戌宫嫱王氏卒命礼仪照 世庙康妃例行赐号僖妃